# 北面武士
北面武士是古日本駐在院御所的北面（北側部屋）之下，守護上皇、供奉御幸的武士。11世紀末，由白河法皇創設。作為院的直屬軍，主要用在防範寺社的強訴。

## 概要
北面分為上北面和下北面。「上」以四位・五位的諸大夫層為中心。大多是文官，也有最終昇進為公卿者。相對的「下」以六位的武士身分者為中心。雖然也有近習、護持僧，但是大部分是武士。一般所稱的北面武士是指下北面。
創設時期推測是關白・藤原師通急逝之後，攝關家弱體化的康和年間（1099年～1104年）。當初構成北面的是近習、寵童（男色）等，和院的個人關係深厚者，但是，院的權勢提高後，也包含服侍攝關家的軍事貴族，規模急速的膨張。元永元年（1118年），為防範延曆寺強訴，僅派遣到賀茂河原的部隊就達到「千餘人」（『中右記』5月22日條）。
武者所本來負責院的警護，之後，機能被北面武士吸收。又，白河法皇不斷的抜擢北面武士成為檢非違使，越過檢非違使別當直接下達指示，使檢非違使廳形骸化。平正盛・忠盛父子成為北面武士的筆頭，提升在院廳的地位。
承久之亂之後，院的武力組織壞滅。北面武士雖殘存，但是規模縮小，僅存作為御所警備隊的機能，經過室町時代・安土桃山時代・江戶時代的變遷，最後連警備隊的機能也喪失。發生在京都御所的御門周邊的禁門之變之時，完全無用武之地，作為名義上的家格存續至明治維新為止。

## 北面武士在籍者

### 創設期
近習・寵童・護持僧
- 橘賴里…歷任檢非違使、越中守
- 平為俊…幼名・千手丸。歷任檢非違使、駿河守
- 藤原盛重（日语：藤原盛重）…幼名・今犬丸。歷任檢非違使、受領四個國
- 藤原實盛…歷任檢非違使、河內守
- 平宗實…歷任檢非違使、駿河守
- 橘貞隆…檢非違使
- 範俊…護持僧。歴任興福寺權別當、東寺長者

軍事貴族
- 源重時…清和源氏滿政流。北面四天王。
- 平貞弘…伊勢平氏正濟流
- 源行遠…河內源氏賴任流
- 藤原季清…藤原北家秀鄉流佐藤氏
- 源康季…文德源氏（坂戶源氏）
- 源光國…美濃源氏
- 平繁賢…越後平氏
- 平正盛…伊勢平氏正衡流

### 白河院政末期～鳥羽院政期
坂戶源氏
- 源季範…康季之子
- 源近康…季範之弟
- 源季賴…季範之子
- 源季實…季範之子

越後平氏
- 平貞賢…繁賢之弟
- 平維繁…繁賢之子

美濃源氏
- 源光信…光國之子
- 源光保…光信之弟

伊勢平氏正衡流
- 平忠盛…正盛之子
- 平清盛…忠盛之子

桓武平氏貞季流
- 平盛兼
- 平信兼…盛兼之子

桓武平氏直方流
- 平盛方…維方之子

清和源氏滿政流
- 源重成…重時之甥

河內源氏義家流
- 源為義
- 源義朝…為義之子
- 源義國
- 源義康…義國之子。足利氏之祖

藤原北家秀鄉流佐藤氏
- 藤原康清…季清之子
- 藤原義清…康清之子。後之西行

其他
- 藤原資盛…藤原南家貞嗣流
- 藤原盛道…藤原盛重之子

### 後白河院政期
- 大江家仲
- 平康忠
- 大江公朝
- 平知康

### 後鳥羽院政期
- 藤原秀康…承久之亂的朝廷方主將
- 藤原秀能…秀康之弟

後鳥羽院政期，也設立西面武士。承久之亂後廢止。

### 承久之亂以降
甲斐源氏加賀美氏流
- 源重清…為重之曾孫

## 關連項目
- 大內守護
- 瀧口武者
- 西面武士